# HagaZiekenhuis Zoetermeer
Het HagaZiekenhuis Zoetermeer, voorheen het LangeLand Ziekenhuis, is een algemeen ziekenhuis in de Nederlandse stad Zoetermeer, gevestigd in De Leyens, het noordoostelijke deel van de wijk Buytenwegh De Leyens. Als enige ziekenhuis in de stad is het een basisziekenhuis voor de stad en de directe omgeving, met onder meer intensieve zorg, spoedeisende hulp en geboortezorg.
Het ziekenhuis werd mogelijk doordat in de jaren 1980 het Haagse Bethlehemziekenhuis gesloten werd, waarna het LangeLand  personeel en inventaris overnam. Het ziekenhuis had in aanvang een opnamecapaciteit van 220 bedden en uitgebreide poliklinische en dagbehandelingsvoorzieningen. Er was toen een omvang van circa 21.000 m² bruto vloeroppervlak.

## Naam
LangeLand Ziekenhuis was een handelsnaam van stichting 't Lange Land Ziekenhuis. De eerste paal werd geslagen in 1985 en in 1988 kon het ziekenhuis in gebruik worden genomen. Het werd vernoemd naar de in 1767 drooggelegde polder 't Lange Land, de plaats van vestiging. 

## Exploitatie
Na een moeilijke eerste tien jaar heeft Het LangeLand Ziekenhuis de bedrijfsvoering doelmatiger ingericht. In 2005 werd de beddenerkenning van Het LangeLand Ziekenhuis verhoogd tot het toen werkelijk aanwezige aantal van 243 en het aantal normatieve m² tot 22.059. Er waren bouwkundige uitbreidingen in 1997, 1999, 2001, 2003, 2004 en 2005, en een gestage uitbreiding van de medische staf. De laatste uitbreidingen waren de nieuwbouw voor de afdeling spoedeisende hulp en operatiekamers en het samen met de huisartsenvereniging inrichten van een huisartsenpost in het ziekenhuis. In december 2008 heeft men in samenwerking met het HagaZiekenhuis een dialyse-afdeling opgezet.

### Nieuw profiel en samenwerking
Na financiële problemen werd het zorgprofiel van het ziekenhuis in de periode 2011/2012 opnieuw vormgegeven. De samenwerking met de zogenaamde 'Coöperatie' (het Groene Hart Ziekenhuis, het Haaglanden MC en het Bronovo) droeg hieraan bij. De bedoeling was toe te treden tot deze coöperatie om de regio een volledig zorgpakket te bieden. In 2013 was die samenwerking echter formeel beëindigd en koos het ziekenhuis voor de MC groep van zorgondernemer Loek Winter als beoogd samenwerkingspartner. Later is nog een optie onderzocht met zorgorganisatie Fundis, daarna werd de aansluiting met de Reinier Haga Groep (RHG) voorbereid die in 2015 tot stand kwam.

### Toetreding RHG en fusie HagaZiekenhuis
Op 9 juni 2015 trad het LangeLand Ziekenhuis toe tot de Reinier Haga Groep en kon het LangeLand het zorgaanbod verbreden. Het ging om functies zoals hart- en neurochirurgie, kindergeneeskunde en oncologische zorg. Het LangeLand werkte al langer samen met het HagaZiekenhuis op het gebied van dialyse, longziekten, cardiologie en intensieve zorg. Voor orthopedie zijn de drie ziekenhuizen in 2018 gaan samenwerken in het Reinier Haga Orthopedisch Centrum (RHOC), dat naast het LangeLand Ziekenhuis werd gebouwd.
Vanaf 2019 werd duidelijk dat de bestuurlijke fusie tussen de drie ziekenhuizen niet zou leiden tot een juridische fusie. Er werd vanaf dat moment ingezet op een defusie en ontbinding van de RHG. In 2023 was de defusie een feit. Het Reinier de Graaf Gasthuis in Delft is sindsdien zelfstandig. Het HagaZiekenhuis in Den Haag en LangeLand gingen samen verder. Het HagaZiekenhuis werd door de fusie het grootste ziekenhuis in de regio. Het LangeLand Ziekenhuis heet vanaf 2023 HagaZiekenhuis Zoetermeer.
Diabetes Zorg Haaglanden ·
Diagnostisch Centrum Haaglanden ·
GGZ Delfland ·
Haaglanden Kliniek ·

HagaZiekenhuis ·
Haaglanden Medisch Centrum ·
Reinier de Graaf Groep
- International Standard Name Identifier: 0000 0004 0637 4345